# کالی (ایزدبانو)
کالی یا کالیکا ایزدبانوی مرگ و ویرانی در آئین هندو است. کالی را همسر ایزد شیوا می‌دانند. امروزه، هندوان وی را ایزدبانوی زمان و دگرگونی می‌دانند. کالی در هند از ایزدبانوان تودهٔ مردم است که چون نیروی مادری جهان ظاهر می‌شود.
کالی هنوز در هند بانوی اسطوره‌ای جهان تصور می‌شود که خاستگاه آن به دوران نوسنگی برمی‌گردد.
مجسمه‌هایی از الههٔ مادر در تمدن درهٔ سند نیز پیدا شده‌است، که شاید با خاستگاه پرستش کالی مربوط باشد. کالی در برخی از این مجسمه‌ها کاملاً هراس‌انگیز به نظر می‌رسد و، در حقیقت، تاگها از پرستندگان کالی بوده‌اند. ولی در چند فلسفه، او دلسوز، برترین رنجبر همه، آن سوی هر شکل و هر گون، تقریباً همسنگ مفهوم برهمن می‌شود.

## افسانه
دورگا و ماتریکاس قصد کردند شیطانی به نام راکتاویجا را نابود کنند. به این منظور، به جنگ او رفتند و با سلاح هاشان به او زخم زدند. اما هر قطرهٔ خونی که از راکتاویجا به زمین می افتاد، تبدیل به یک راکتاویجای دیگر می شد. به زودی دشت از راکتاویجاها پر شد. در این هنگام، ایزدبانوان، از کالی کمک طلبیدند.
کالی به میدان جنگ آمد و  راکتاویجاها را قلع و قمع کرد، اما برای آن که خونشان به زمین نریزد، وقتی سرشان را می برید، خونشان را تا آخرین قطره می مکید.
بعد از این که همهٔ راکتاویجاها کشته شدند، کالی از این همه خشونت، به جنون وحشی گری مبتلا شد. روی جسدهایی که در بیابان ریخته بود می رقصید و می خندید. در نتیجهٔ این جنون وحشی گری، خواست کل جهان را ویران کند.
در این هنگام، خدایان به شیوا، شوهر کالی التماس کردند که جلوی کالی را بگیرد. شیوا خود را در میان جسدها، زیر پای کالی انداخت. اما کالی در جنونش، او را نشناخت و پا بر رویش گذاشت. اما در این لحظه، ناگهان با دیدن شیوا در زیر پایش، به خود آمد و شرمسار شد و از قصدش منصرف شد. 